# Claude Makélélé
Claude Makélélé Sinda (* 18. Februar 1973 in Kinshasa, Zaire, auch Makelele geschrieben) ist ein ehemaliger französischer Fußballspieler und heutiger -trainer.

## Karriere

### Spieler

#### Frankreich

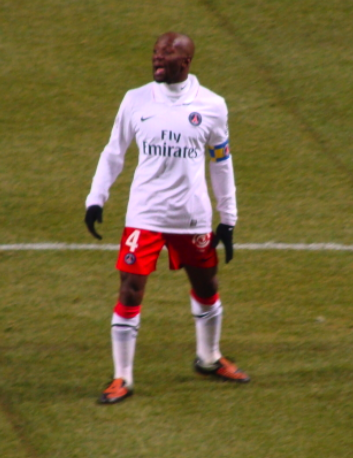
Claude Makélélé im Trikot von Paris Saint-Germain (2010)

Nachdem er 1989 zusammen mit Lilian Thuram für US Melun gespielt hatte, begann Makélélé seine Profikarriere 1990 bei Stade Brest, wo er ein Jahr blieb, um mit 18 Jahren zum FC Nantes zu wechseln. Ab der Saison 1992/93 spielte Makélélé für die A-Mannschaft. Mit der Canaris genannten Elf gewann er 1995 den französischen Meistertitel. Nach fünf Jahren und 169 Spielen bei Nantes wechselte er 1997 zu Olympique Marseille, von wo aus er nach nur einer Saison zu Celta Vigo nach Spanien weiter zog.
Im Juli 2008 kam er zurück nach Frankreich und unterschrieb für vier Jahre bei PSG. Die ersten zwei Jahre sollte er als Spieler tätig sein, die restlichen zwei eine andere Tätigkeit im Verein übernehmen. Im Mai 2010 gewann Makélélé zum ersten Mal in seiner Karriere den französischen Pokal. Am 25. Februar 2010 kündigte Makélélé an, seine aktive Karriere nach der Saison 2009/10 zu beenden. Nach einer weiteren Saison bei PSG beendete er seine aktive Karriere nach der Saison 2010/11.

#### Spanien
Sein erster Verein in Spanien war Celta Vigo, wo er sehr erfolgreich zwei Saisons wirkte. Im Jahr 2000 wurde er von den Königlichen von Real Madrid für etwa 14 Millionen Euro verpflichtet. Mit Real Madrid gewann er in den Jahren 2001 und 2003 den spanischen Meistertitel, ebenso wie den spanischen Supercup. 2002 wurde mit Hilfe von Makélélé die UEFA Champions League gewonnen. Im Finale gegen Bayer 04 Leverkusen spielte er bis zur 73. Minute, ehe er von Flávio Conceição ersetzt wurde. Nach einigen Jahren in Spanien wechselte er nach England und nahm ein Angebot des FC Chelsea an.

#### England
Chelsea verpflichtete den Mittelfeldspieler für umgerechnet etwa 20 Millionen Euro. Makélélé konnte auf der Insel wieder einige Erfolge verbuchen. Er gewann 2005 und 2006 die englische Meisterschaft und konnte zudem 2005 und 2007 den englischen Ligapokal gewinnen. 2007 wurde ebenso der englische Pokal gewonnen. 2008 stand er abermals in einem Champions-League-Finale, wo er in der 120. Minute für Juliano Belletti ausgewechselt wurde. Am folgenden Elfmeterschießen konnte Makélélé daher nicht teilnehmen, und er musste zusehen, wie sein Team gegen Manchester United verlor.

#### Rückkehr nach Frankreich
Am 21. Juli 2008 gab der Verein bekannt, dass Makélélé das Team ablösefrei in Richtung Paris Saint-Germain (PSG) verlassen hat. Dort wurde er Mannschaftskapitän und beendete seine Karriere im Sommer 2011.

### Nationalmannschaft
Makélélé wurde zwar in der demokratischen Republik Kongo geboren, entschied sich jedoch, in der französischen Nationalmannschaft zu spielen.
Am 11. September 2004, nach der EURO 2004 in Portugal, wo er drei Einsätze verbuchen konnte, gab Makélélé seinen Rücktritt aus der französischen Nationalmannschaft bekannt, kehrte aber beim Spiel gegen die Elfenbeinküste am 17. August 2005 zusammen mit Zinédine Zidane und Lilian Thuram in das Team zurück.
Einen Tag nach dem verlorenen WM-Finale gegen Italien trat er schließlich am 10. Juli 2006 erneut aus der Nationalmannschaft zurück. Am 24. August 2006 erklärte Makélélé jedoch erneut seinen „Rücktritt vom Rücktritt“ und stand, wie Lilian Thuram auch, weiterhin der französischen Nationalmannschaft zur Verfügung. Bei der EM-Endrunde 2008 gehörte er zum französischen Aufgebot. Nach der Niederlage im Vorrundenspiel gegen Italien und dem darauffolgenden Ausscheiden der Franzosen erklärte er wiederum parallel zu Lilian Thuram, seinen endgültigen Rücktritt aus der Nationalelf.

### Trainer
Zur Saison 2011/2012 nahm er seine Arbeit als Co-Trainer von Paris Saint-Germain auf. Am 22. Mai 2014 unterschrieb Makélélé einen Zweijahresvertrag als Cheftrainer des SC Bastia. Dort ersetzt er ab dem 1. Juli 2014 den scheidenden Trainer Frédéric Hantz, der die Mannschaft seit 2010 leitete. Am 3. November 2014 wurde er nach zwölf Spielen entlassen. Vom 7. Januar bis zum 6. Juni 2016 war Makélélé Technischer Direktor beim AS Monaco.
Von November 2017 an war er Trainer beim belgischen Erstdivisionär KAS Eupen. In der ersten Saison gelang es ihm, den Verein am letzten Spieltag der Hauptrunde vor dem Abstieg zu retten. In der Saison 2018/19 erreichte Eupen einen Platz im unteren Mittelfeld. Am 14. Juni 2019 gab der Vorstand seine Entlassung als Trainer bekannt. Er stand dem Verein aber bis zur Fußball-Weltmeisterschaft 2022 in Katar als Botschafter für soziale Projekte weiter zur Verfügung.

## Privates
Makélélé hat drei Kinder, das erste aus einer langjährigen Ehe mit Thandi Ojeer 2002. 2004 begann er eine Beziehung mit dem französischen Model Noémie Lenoir, mit der er seit 2005 sein zweites Kind, einen Sohn, hat. Das Paar trennte sich 2009. Später beging Lenoir in Makélélés Wohnung einen Suizidversuch mit einer Überdosis von Alkohol und anderen Drogen. Makélélé dementierte daraufhin, dass dieser etwas mit der Trennung zu tun hatte. Am 31. Dezember 2010 wurde sein drittes Kind geboren.
Im Mai 2012 wurde Makélélé von seiner ehemaligen Lebensgefährtin Thandi Ojeer wegen häuslicher Gewalt angezeigt. Am 13. September 2012 wurde Makélélé vor einem Gericht in Versailles freigesprochen.

## Erfolge
- Französischer Meister: 1995
- Französischer Pokalsieger: 2010
- Spanischer Meister: 2001, 2003
- Spanischer Superpokalsieger: 2001, 2003
- UEFA-Champions-League-Sieger: 2002
- UEFA-Supercup-Sieger: 2002
- Weltpokalsieger: 2002
- Englischer Meister: 2005, 2006
- Carling-Cup-Sieger: 2005, 2007
- Community-Shield-Sieger: 2005
- FA-Cup-Sieger: 2007